# Yuli

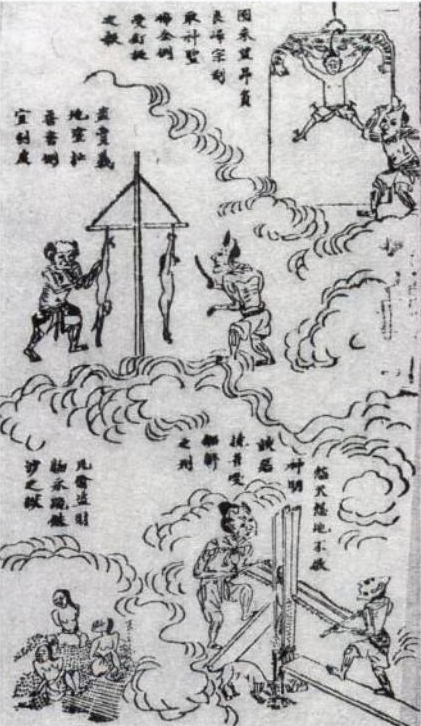
illustratie uit Yuli

Yuli is een geïllustreerd Chinees boek dat in de negentiende eeuw in verschillende drukken verscheen. Het religieuze boek vertelt de boeddhistische en daoïstische interpretatie van de onderwereld/hel, dat in het Standaardmandarijn diyu wordt genoemd.
In de proloog staat dat het boek door de Jadekeizer of Yan Luo en Guanyin op aarde kwam. Het zou tijdens de Song-dynastie in de handen van een boeddhistische monnik en een daoïstische monnik terecht zijn gekomen.
Het verhaal beschrijft hoe de doden de achttien rechtbanken van de diyu voorbijgaan. De achttien rechters hiervan straffen de gezondigden met harde hand. Voorbeelden van zonden zijn: het niet geloven van de Yuli, iemand zonder goede reden vermoorden, niet geloven in Gautama Boeddha, levende wezens doden, slaven doden, vrouwelijke baby's doen verdrinken, stelen, overspel plegen, gokken, alcohol drinken en daoïstische en boeddhistische monniken die geen medeleven tonen.
In de eerste rechtbank ziet de gezondigde in een spiegel zijn eigen wandaden tijdens zijn leven. 
Na het passeren van de achttien rechtbanken komen de gezondigden bij de oude godin Meng Po aan. De gezondigden vergeten alles uit hun vorige leven en worden vervolgens herboren (reïncarnatie) als dieren of lelijke of arme mensen.
De Yuli bevat ook een kalender die een lijst van gedenkdagen van goden in de traditionele Chinese godsdienst geeft. Op de eerste dag in de Chinese kalender is de verjaardag van Maitreya, op de achtste die van Yan Luo en op de negende die van de Jadekeizer. 
De Qing keizers probeerden de Yuli te onderdrukken. Ze waren voorstanders van het confucianisme als staatsgodsdienst. Deze filosofische stroming is niet zozeer overtuigd van een leven na de dood. 
Hong Xiuquan, de quasi-christelijke leider van de Taiping-opstand, verbood de Yuli nadat hij aan de macht kwam.